# 社皮里
社皮里，為臺灣臺中市豐原區轄下的一里。

## 地理
北邊為豐圳里，南邊接三村里，西邊與神岡區接壤，東邊則為西安里。是該區位置最西的里。